# 蕭輔道
萧辅道（12世纪？—1252年），字公弼，号东瀛子，金朝末年、元朝初年卫州（今河南省卫辉市）人。萧抱珍再从孙，太一教者之四传者。
金朝大安二年（1210年），接受太一教三祖萧志冲所让，主持太一教道门，为四祖。贞祐二年（1214年），奉金宣宗命，主持亳州太清宫事。太清宫在鹿邑县，相传为老子故里，是各道派公认的祖庭。金亡蒙兴，1247年（元定宗贵由汗二年），蒙古帝国贵由大汗赐萧辅道号为中和仁靖真人。1252年，忽必烈听闻其名，萧辅道应忽必烈召至和林（今蒙古国哈尔和林），留居宫邸王帐。后来以年老辞位，请授弟子李居壽掌教。